# Кронверкский проток
Кро́нверкский прото́к (Кро́нверкский кана́л, Кро́нверкская прото́ка) — канал, огибающий с трёх сторон кронверк Петропавловской крепости. Вытекает и впадает в Кронверкский пролив, отделяя Кронверкский остров от Петроградского. Движение маломерных судов по каналу запрещено.
Иногда Кронверкским протоком также ошибочно называют Кронверкский пролив, отделяющий Заячий остров от Кронверкского и Петроградского.

## История

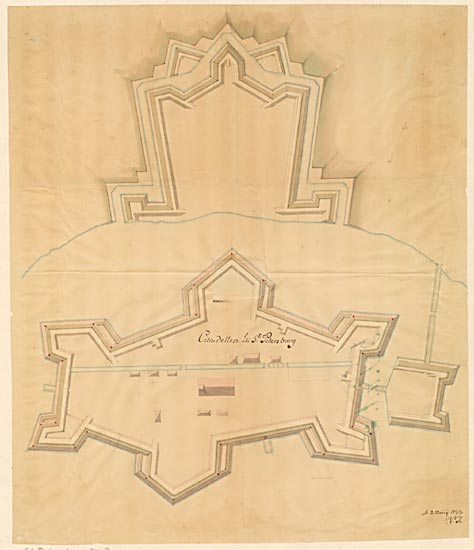
Петропавловская крепость на карте 1722 года. Сверху изображён кронверк с огибающей его Кронверкской протокой

Был вырыт в 1703—1715 годах в рамках создания оборонительного комплекса для арсенала нового города, в плане повторяет его форму, напоминающую корону. Через Кронверкский канал в начале XIX века были переброшены два моста — Западный и Восточный Артиллерийский. Западный Артиллерийский мост в конце XIX столетия был разобран и восстановлен лишь в 1978 году при строительстве Кронверкской набережной.